# Кучеренко, Максим Валерианович
Максим Валерианович Кучеренко (р. 26 июля 1972 года, Симферополь) — украинский и российский рок-музыкант, певец, автор песен. Один из основателей и постоянный участник группы «Ундервуд».

## Биография

### Школьные годы
В первом классе учился в школе № 13 города Никополь, потом перешёл в Кировоградскую среднюю школу № 34.
После школы поступил в Кировоградское медицинское училище имени Е. И. Мухина.
В 1988 году переехал в Севастополь, учился в Севастопольском медицинском училище имени Жени Дерюгиной. В это время начал писать первые стихи и песни, рисовал карикатуры и шаржи.

### Институт и начало музыкальной деятельности
В 1990 году поступил в Крымский медицинский институт имени С. И. Георгиевского на лечебный факультет. В 1992 году, вдохновившись просмотром фильма Оливера Стоуна «The Doors», решил создать свою группу, но идея не была реализована.
Увлекался кино, снимал фильм «Девочка со спичками» на 16-миллиметровую камеру — материалы сохранились. В 1991 году сыграл роль Федерико Гарсиа Лорки в телефильме Андрея Маслова «Доброе утро, господин Дали».
В 1993 году студент, поэт и впоследствии кинокритик Дмитрий Молчанов, познакомил Максима с Владимиром Ткаченко. Их первым совместным проектом стала запись песни «Кокаинеточка» Александра Вертинского и попытка снять на неё клип. Позже Владимир Ткаченко предложил музыку и идею песни «Нарцисс» — она и стала первой совместно написанной композицией.
Максим и Владимир решили создать музыкальную группу. К ним присоединились студенты-сокурсники, среди которых были Вячеслав Кисловский (1973—1998), Василий Игнатьев, Викентий Дыро. Сначала группа исполняла каверы — пели репертуар The Doors, The Beatles, Вертинского и АукцЫона.
Постепенно начали писать собственные песни, которые вытеснили каверы. Группа играла для студентов и на городских мероприятиях. Несколько раз музыканты выступили на крыше студенческого общежития.
Первый серьёзный концерт группа «Ундервуд» дала 8 декабря 1995 года на территории студенческого кампуса в кафе «Речное».
На тот момент с кафедрой сотрудничали такие представители современной культуры, как Сергей «Африка» Бугаев и Брайан Ино. В этот период происходит падение «железного занавеса» и Максим знакомится с западной музыкой и фильмами. Наиболее сильное влияние на тот момент на него оказали Нина Хаген, Том Уэйтс, Патти Смит, «The Velvet Underground».
К тому времени Максим уже успел прослушать на виниле всё, что издавалось в СССР с 1980 по 1988 годы, в том числе записи А. Тропилло. Любимой пластинкой в детские годы был альбом Тони Скотта «Golden Moments». В 1988 году он побывал на концерте «ДДТ» в Севастополе, после которого решил освоить гитару. Первыми песнями, которые он выучил, стали песни Вертинского, Высоцкого, групп «ДДТ» и «Наутилус Помпилиус».
Отдельно в формировании своих вкусов выделяет поэзию Даниила Хармса, Давида Бурлюка, Уоллеса Стивенса, Томаса С. Элиота, Марианны Мур, Джима Моррисона и Егора Летова

### Врачебная деятельность
Параллельно с музыкой Максим продолжал заниматься психиатрией, ходил в студенческий кружок, где близко познакомился с профессорами В. П. Самохваловым и А. А. Коробовым. Изучал проблемы этологии в психиатрии.
В 1997 году закончил интернатуру и четыре года отработал в Севастопольской психиатрической больнице. Развивал карьеру врача-психотерапевта, занимал должность главного суицидолога Севастополя. Открыл свой частный консультационный кабинет.
Консультировал отделение 7-й гор.больницы под началом знаменитого крымского терапевта А. М. Толля.

### «Ундервуд»
В апреле 2000 года Владимир Ткаченко переехал в Москву и показал несколько записанных песен продюсеру «Снегири Музыка» Олегу Нестерову. Он оценил репертуар и предложил продюсирование группы. Летом 2000 года Максим Кучеренко тоже переехал в Москву и «Ундервуд» начал работать с лейблом «Снегири Музыка»: в 2002 году вышел их первый студийный альбом «Всё пройдёт, милая».
Максим Кучеренко в соавторстве с Владимиром Ткаченко является автором текстов песен и музыки группы «Ундервуд», а также четырёх стихотворных сборников.
В 2013 году Максим Кучеренко стал лауреатом Волошинской премии «За вклад поэзии в музыку» и получил удостоверение члена Союза российских писателей.

### Деятельность вне «Ундервуда»
Первые годы пребывания в Москве Максим Кучеренко параллельно вел карьеру бизнес-тренера, сотрудничая с консалтинговой компанией «Бест-тренинг».
С 2005 по 2015 год занимался классическим вокалом у педагога Г. И. Пичугиной, вдохновившись образами Магомаева и Шаляпина
Андрей Макаревич познакомил Максима Кучеренко с Александром Градским. В 2009 году Максим принял участие в записи его рок-оперы «Мастер и Маргарита» по одноимённому роману Михаила Булгакова.
В 2012 году в мультфильме «Возвращение Буратино» исполнил вокальную партию кота Базилио в «Песне Кота и Лисы».
В настоящее время Максим Кучеренко помимо творческой деятельности занимается психологическим консультированием и коучингом. Подготовил программу «Пространственная энергетика голоса» на стыке театральных, вокальных и психологических техник.
С 2017 года Максим Кучеренко — партнёр Клуба путешествий Михаила Кожухова, хэдлайнер программ проекта.
Максим Кучеренко — партнёр реабилитационной программы «Лыжи мечты». В 2017 году группа Ундервуд написала одноимённый гимн программы.
Некоторые пользователи Интернета считают, что это именно он ведёт канал "Свежий Придира" на YouTube.